# Mistrovství světa v krasobruslení 2010
Mistrovství světa v krasobruslení 2010 v Turíně se konalo v aréně Palavela s kapacitou 8 285 diváků mezi 22. až 28. březnem 2010 ve čtyřech kategoriích muži, ženy, taneční páry a sportovní dvojice. Šampionát se uskutečnil měsíc po zimních olympijských hrách a neúčastnili se ho aktuální olympijští vítězové Evan Lysacek a sportovní dvojice Šen Süe–Čao Chung-po. Českou republiku reprezentují muži Michal Březina a Pavel Kaška, žena Martina Boček a taneční pár Lucie Myslivečková–Matěj Novák.

## Kvalifikace
Mistrovství se mohli zúčastnit závodníci z členských zemí Mezinárodní bruslařské federace, kteří dosáhli minimální věkové hranice 15 let k 1. červenci 2009.
Každá země mohla automaticky vyslat jednoho závodníka do každé kategorie. Na dva či tři závodníky v konkrétní kategorii získala nárok podle bodů, které vzešly z umístění na minulém mistrovství světa.
Následující země mohly nasadit dva či tři závodníky v příslušných kategoriích:
| Počet | Muži                                         | Ženy                                                 | Sportovní dvojice           | Taneční páry                             |
| ----- | -------------------------------------------- | ---------------------------------------------------- | --------------------------- | ---------------------------------------- |
| 3     | Japonsko USA                                 | Japonsko                                             | Čína Rusko                  | Rusko USA                                |
| 2     | Kanada Česko Francie Itálie Kazachstán Rusko | Kanada Finsko Gruzie Rusko Jižní Korea Švýcarsko USA | Kanada Německo Ukrajina USA | Kanada Francie Itálie Spojené království |

## Přehled medailí

### Medailové pořadí států
| Pořadí | Země        | Zlato | Stříbro | Bronz | Celkově |
| 1.     | Japonsko    | 2     | 0       | 0     | 2       |
| 2.     | Kanada      | 1     | 1       | 0     | 2       |
| 3.     | Čína        | 1     | 0       | 0     | 1       |
| 4.     | Německo     | 0     | 1       | 0     | 1       |
| 4.     | Jižní Korea | 0     | 1       | 0     | 1       |
| 4.     | USA         | 0     | 1       | 0     | 1       |
| 7.     | Finsko      | 0     | 0       | 1     | 1       |
| 7.     | Francie     | 0     | 0       | 1     | 1       |
| 7.     | Itálie      | 0     | 0       | 1     | 1       |
| 7.     | Rusko       | 0     | 0       | 1     | 1       |

### Medailisté
| Soutěž            | Zlato                      | Stříbro                          | Bronz                             |
| Muži              | Daisuke Takahaši           | Patrick Chan                     | Brian Joubert                     |
| Ženy              | Mao Asadaová               | Kim Ju-na                        | Laura Lepistö                     |
| Sportovní dvojice | Čching Pchang Ťian Tchung  | Aljona Savčenková Robin Szolkowy | Juko Kavagutiová Alexandr Smirnov |
| Taneční páry      | Tessa Virtueová Scott Moir | Meryl Davis Charlie White        | Federica Faiella Massimo Scali    |

## Program
| *      | Páry     | Tanec    | Muži     | Ženy     |
| ------ | -------- | -------- | -------- | -------- |
| 23. 3. | KP       | PT       |          |          |
| 24. 3. | VJ       |          | KP       |          |
| 25. 3. |          | OT       | VJ       |          |
| 26. 3. |          | VT       |          | KP       |
| 27. 3. |          |          |          | VJ       |
| 28. 3. | Exhibice | Exhibice | Exhibice | Exhibice |

Legenda
- KP – Krátký program
- VJ – Volné jízdy
- OD – Odstoupení
- PT – Povinný tanec
- OT – Originální tanec
- VT – Volný tanec

Mistrovství světa vysílal veřejnoprávní program ČT4. Komentoval Miroslav Langer.

## Výsledky

### Muži
| Pořadí                       | Jméno                 | Stát                | Celkové hodnocení | KP | VJ |
| ---------------------------- | --------------------- | ------------------- | ----------------- | -- | -- |
| 1                            | Daisuke Takahaši      | Japonsko            | 257.70            | 1  | 1  |
| 2                            | Patrick Chan          | Kanada              | 247.22            | 2  | 2  |
| 3                            | Brian Joubert         | Francie             | 241.74            | 3  | 4  |
| 4                            | Michal Březina        | Česko               | 236.06            | 5  | 3  |
| 5                            | Jeremy Abbott         | USA                 | 232.10            | 6  | 6  |
| 6                            | Adam Rippon           | USA                 | 231.47            | 7  | 5  |
| 7                            | Samuel Contesti       | Itálie              | 218.66            | 8  | 11 |
| 8                            | Kevin van der Perren  | Belgie              | 218.43            | 10 | 9  |
| 9                            | Adrian Schultheiss    | Švédsko             | 218.26            | 12 | 7  |
| 10                           | Takahiko Kozuka       | Japonsko            | 216.73            | 4  | 12 |
| 11                           | Kevin Reynolds        | Kanada              | 216.58            | 14 | 8  |
| 12                           | Javier Fernández      | Španělsko           | 215.66            | 13 | 10 |
| 13                           | Denis Ten             | Kazachstán          | 202.46            | 9  | 15 |
| 14                           | Sergej Voronov        | Rusko               | 200.60            | 11 | 14 |
| 15                           | Florent Amodio        | Francie             | 197.25            | 15 | 13 |
| 16                           | Anton Kovalevskij     | Ukrajina            | 186.03            | 16 | 19 |
| 17                           | Guan Jinlin           | Čína                | 182.68            | 19 | 16 |
| 18                           | Ryan Bradley          | USA                 | 179.24            | 21 | 17 |
| 19                           | Alexandr Kazakov      | Bělorusko           | 175.57            | 24 | 18 |
| 20                           | Viktor Pfeifer        | Rakousko            | 170.79            | 17 | 21 |
| 21                           | Abzal Rakimgalijev    | Kazachstán          | 166.20            | 22 | 20 |
| 22                           | Jamal Othman          | Švýcarsko           | 156.41            | 20 | 22 |
| 23                           | Kim Min-Seok          | Jižní Korea         | 149.31            | 18 | 24 |
| 24                           | Ari-Pekka Nurmenkari  | Finsko              | 148.34            | 23 | 23 |
| Nepostoupili do volných jízd |                       |                     |                   |    |    |
| 25                           | Peter Liebers         | Německo             | 54.09             | 25 |    |
| 26                           | Pavel Kaška           | Česko               | 50.55             | 26 |    |
| 27                           | Kevin Alves           | Brazílie            | 50.28             | 27 |    |
| 28                           | Nobunari Oda          | Japonsko            | 50.25             | 28 |    |
| 29                           | Boris Martinec        | Chorvatsko          | 50.10             | 29 |    |
| 30                           | Matthew Parr          | Spojené království  | 49.31             | 30 |    |
| 31                           | Peter Reitmayer       | Slovensko           | 48.72             | 31 |    |
| 32                           | Zoltán Kelemen        | Rumunsko            | 46.94             | 32 |    |
| 33                           | Damjan Ostojic        | Bosna a Hercegovina | 45.30             | 33 |    |
| 34                           | Andrew Huertas        | Portoriko           | 45.09             | 34 |    |
| 35                           | Maciej Cieplucha      | Polsko              | 44.30             | 35 |    |
| 36                           | Viktor Romaněnkov     | Estonsko            | 44.17             | 36 |    |
| 37                           | Stephen Li-Chung Kuo  | Čínská Tchaj-pej    | 44.15             | 37 |    |
| 38                           | Saulius Ambrulevicius | Litva               | 42.37             | 38 |    |
| 39                           | Mark Webster          | Austrálie           | 42.30             | 39 |    |
| 40                           | Georgi Kenchadze      | Bulharsko           | 42.09             | 40 |    |
| 41                           | Tigran Vardanjan      | Maďarsko            | 39.30             | 41 |    |
| 42                           | Sarkis Hayrapetyan    | Arménie             | 39.02             | 42 |    |
| 43                           | Maxim Šipov           | Izrael              | 38.26             | 43 |    |
| 44                           | Humberto Contreras    | Mexiko              | 37.33             | 44 |    |
| 45                           | Ali Demirboga         | Turecko             | 36.39             | 45 |    |
| 46                           | Girts Jekabsons       | Lotyšsko            | 31.79             | 46 |    |
| OD                           | Joffrey Bourdon       | Černá Hora          |                   |    |    |
| OD                           | Arťom Borodulin       | Rusko               |                   |    |    |

### Ženy

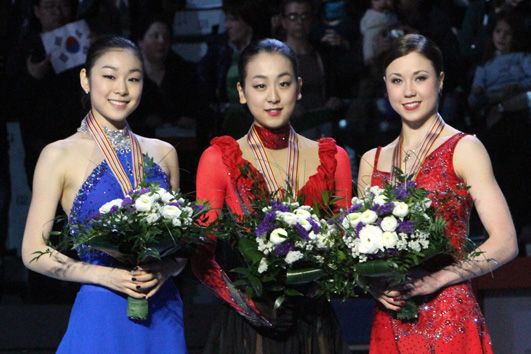
Medailistky: zleva Kim Ju-na (stříbro), Mao Asadaová(zlato), Laura Lepistö (bronz).

| Pořadí                       | Jméno                   | Země               | Celkové hodnocení | KP | VJ |
| ---------------------------- | ----------------------- | ------------------ | ----------------- | -- | -- |
| 1                            | Mao Asadaová            | Japonsko           | 197.58            | 2  | 2  |
| 2                            | Kim Ju-na               | Jižní Korea        | 190.79            | 7  | 1  |
| 3                            | Laura Lepistö           | Finsko             | 178.62            | 3  | 6  |
| 4                            | Miki Andová             | Japonsko           | 177.82            | 11 | 3  |
| 5                            | Cynthia Phaneuf         | Kanada             | 177.54            | 8  | 4  |
| 6                            | Carolina Kostnerová     | Itálie             | 177.31            | 4  | 5  |
| 7                            | Mirai Nagasu            | USA                | 175.48            | 1  | 11 |
| 8                            | Xenie Makarovová        | Rusko              | 169.64            | 5  | 8  |
| 9                            | Rachael Flatt           | USA                | 167.44            | 6  | 9  |
| 10                           | Viktoria Helgesson      | Švédsko            | 161.79            | 9  | 10 |
| 11                           | Akiko Suzuki            | Japonsko           | 160.04            | 20 | 7  |
| 12                           | Sarah Hecken            | Německo            | 153.94            | 13 | 13 |
| 13                           | Alena Leonovová         | Rusko              | 152.86            | 14 | 14 |
| 14                           | Jenna McCorkell         | Spojené království | 150.90            | 15 | 12 |
| 15                           | Júlia Sebestyénová      | Maďarsko           | 147.66            | 10 | 15 |
| 16                           | Liu Jan                 | Čína               | 141.29            | 18 | 16 |
| 17                           | Cheltzie Lee            | Austrálie          | 137.78            | 17 | 17 |
| 18                           | Jelena Gedevanišvili    | Gruzie             | 137.33            | 12 | 21 |
| 19                           | Kiira Korpiová          | Finsko             | 134.49            | 16 | 20 |
| 20                           | Sonia Lafuente          | Španělsko          | 133.31            | 21 | 18 |
| 21                           | Jelena Glebovová        | Estonsko           | 132.85            | 22 | 19 |
| 22                           | Kwak Min-Jung           | Jižní Korea        | 120.47            | 23 | 22 |
| 23                           | Anastasia Gimazetdinová | Uzbekistán         | 113.89            | 19 | 23 |
| 24                           | Manouk Gijsman          | Nizozemsko         | 111.94            | 24 | 24 |
| Nepostoupily do volných jízd |                         |                    |                   |    |    |
| 25                           | Ivana Reitmayerová      | Slovensko          | 45.96             | 25 |    |
| 26                           | Sarah Meierová          | Švýcarsko          | 45.06             | 26 |    |
| 27                           | Tamar Katz              | Izrael             | 44.96             | 27 |    |
| 28                           | Tugba Karademir         | Turecko            | 44.52             | 28 |    |
| 29                           | Myriane Samson          | Kanada             | 44.20             | 29 |    |
| 30                           | Kerstin Frank           | Rakousko           | 43.80             | 30 |    |
| 31                           | Victoria Muniz          | Portoriko          | 41.08             | 31 |    |
| 32                           | Bettina Heim            | Švýcarsko          | 41.00             | 32 |    |
| 33                           | Fleur Maxwell           | Lucembursko        | 40.22             | 33 |    |
| 34                           | Teodora Postic          | Slovinsko          | 40.20             | 34 |    |
| 35                           | Karina Johnson          | Dánsko             | 38.22             | 35 |    |
| 36                           | Zanna Pugaca            | Lotyšsko           | 38.20             | 36 |    |
| 37                           | Mirna Libric            | Chorvatsko         | 37.24             | 37 |    |
| 38                           | Lauren Ko               | Filipíny           | 33.34             | 38 |    |
| 39                           | Martina Boček           | Česko              | 32.90             | 39 |    |
| 40                           | Irina Movčanová         | Ukrajina           | 32.60             | 40 |    |
| 41                           | Sonia Radeva            | Bulharsko          | 32.12             | 41 |    |
| 42                           | Ana Cecilia Cantu       | Mexiko             | 31.88             | 42 |    |
| 43                           | Crystal Kiang           | Čínská Tchaj-pej   | 31.72             | 43 |    |
| 44                           | Georgia Glastris        | Řecko              | 31.36             | 44 |    |
| 45                           | Gwendoline Didier       | Francie            | 29.32             | 45 |    |
| 46                           | Marina Seeh             | Srbsko             | 28.32             | 46 |    |
| 47                           | Clara Peters            | Irsko              | 28.20             | 47 |    |
| 48                           | Tamami Ono              | Hongkong           | 27.74             | 48 |    |
| 49                           | Abigail Pietersen       | Jižní Afrika       | 25.76             | 49 |    |
| 50                           | Charissa Tansomboon     | Thajsko            | 25.22             | 50 |    |
| 51                           | Sabina Paquier          | Rumunsko           | 24.42             | 51 |    |
| 52                           | Joniko Eva Washington   | Indie              | 24.24             | 52 |    |
| 53                           | Beatrice Rozinskaite    | Litva              | 23.68             | 53 |    |
| OD                           | Isabelle Pieman         | Belgie             |                   |    |    |
| OD                           | Sonja Mugosa            | Černá Hora         |                   |    |    |

### Sportovní dvojice
| Pořadí                            | Pár                                          | Stát               | Celkové hodnocení | KP | VJ |
| --------------------------------- | -------------------------------------------- | ------------------ | ----------------- | -- | -- |
| 1                                 | Čching Pchang / Ťian Tchung                  | Čína               | 211.39            | 1  | 1  |
| 2                                 | Aljona Savčenková / Robin Szolkowy           | Německo            | 204.74            | 3  | 2  |
| 3                                 | Juko Kavagutiová / Alexandr Smirnov          | Rusko              | 203.79            | 2  | 3  |
| 4                                 | Maria Muchortovová / Maxim Trankov           | Rusko              | 197.39            | 4  | 4  |
| 5                                 | Zhang Dan / Zhang Hao                        | Čína               | 195.78            | 5  | 5  |
| 6                                 | Jessica Dubé / Bryce Davison                 | Kanada             | 177.07            | 8  | 6  |
| 7                                 | Caydee Denney / Jeremy Barrett               | USA                | 172.47            | 6  | 8  |
| 8                                 | Věra Bazarovová / Jurij Larionov             | Rusko              | 172.04            | 7  | 7  |
| 9                                 | Amanda Evora / Mark Ladwig                   | USA                | 165.96            | 9  | 9  |
| 10                                | Anabelle Langlois / Cody Hay                 | Kanada             | 154.72            | 12 | 10 |
| 11                                | Stefania Berton / Ondřej Hotárek             | Itálie             | 149.78            | 11 | 11 |
| 12                                | Vanessa Jamesová / Yannick Bonheur           | Francie            | 146.58            | 10 | 13 |
| 13                                | Anaïs Morand / Antoine Dorsaz                | Švýcarsko          | 144.46            | 13 | 14 |
| 14                                | Maylin Hausch / Daniel Wende                 | Německo            | 142.98            | 14 | 12 |
| 15                                | Joanna Sulej / Mateusz Chruściński           | Polsko             | 138.26            | 15 | 15 |
| 16                                | Stacey Kemp / David King                     | Spojené království | 132.87            | 16 | 16 |
| Páry nepostoupily do volných jízd |                                              |                    |                   |    |    |
| 17                                | Dong Huibo / Wu Yiming                       | Čína               | 43.08             | 17 |    |
| 18                                | Maria Sergejevová / Ilja Glebov              | Estonsko           | 41.94             | 18 |    |
| 19                                | Lubov Bakirovová / Mikalaj Kamjančuk         | Bělorusko          | 41.44             | 19 |    |
| 20                                | Amanda Sunyoto-Yang / Darryll Sulindro-Yang  | Čínská Tchaj-pej   | 41.28             | 20 |    |
| 21                                | Jessica Crenshaw / Chad Tsagris              | Řecko              | 40.36             | 21 |    |
| 22                                | Jekatěrina Kostenková / Roman Talan          | Ukrajina           | 39.18             | 22 |    |
| 23                                | Nina Ivanovová / Filip Zalevskij             | Bulharsko          | 36.84             | 23 |    |
| 24                                | Gabriela Cermanová / Martin Hanulák          | Slovensko          | 35.18             | 24 |    |
| 25                                | Danielle Montalbano / Jevgenij Krasnopolskij | Izrael             | 32.02             | 25 |    |

### Taneční páry
| Pořadí                            | Pár                                     | Stát               | Celkové hodnocení | PT | OT | VT |
| --------------------------------- | --------------------------------------- | ------------------ | ----------------- | -- | -- | -- |
| 1                                 | Tessa Virtueová / Scott Moir            | Kanada             | 224.43            | 1  | 1  | 2  |
| 2                                 | Meryl Davis / Charlie White             | USA                | 223.03            | 2  | 2  | 1  |
| 3                                 | Federica Faiella / Massimo Scali        | Itálie             | 197.85            | 3  | 3  | 4  |
| 4                                 | Nathalie Pechalat / Fabian Bourzat      | Francie            | 194.39            | 4  | 4  | 3  |
| 5                                 | Sinead Kerr / John Kerr                 | Spojené království | 189.11            | 6  | 5  | 5  |
| 6                                 | Alexandra Zaretsky / Roman Zaretsky     | Izrael             | 181.26            | 8  | 6  | 6  |
| 7                                 | Vanessa Crone / Paul Poirier            | Kanada             | 180.30            | 9  | 7  | 7  |
| 8                                 | Jekatěrina Bobrovová / Dmitrij Solovjev | Rusko              | 177.23            | 11 | 8  | 8  |
| 9                                 | Emily Samuelson / Evan Bates            | USA                | 168.77            | 10 | 10 | 10 |
| 10                                | Nora Hoffmann / Maxim Zavozin           | Maďarsko           | 166.90            | 13 | 11 | 9  |
| 11                                | Anna Cappellini / Luca Lanotte          | Itálie             | 164.52            | 7  | 12 | 14 |
| 12                                | Pernelle Carron / Lloyd Jones           | Francie            | 161.86            | 15 | 13 | 12 |
| 13                                | Jekatěrina Rublevová / Ivan Šefer       | Rusko              | 161.20            | 16 | 16 | 11 |
| 14                                | Kimberly Navarro / Brent Bommentre      | USA                | 159.68            | 14 | 15 | 15 |
| 15                                | Cathy Reed / Chris Reed                 | Japonsko           | 154.93            | 23 | 14 | 13 |
| 16                                | Lucie Myslivečková / Matěj Novák        | Česko              | 147.93            | 18 | 17 | 17 |
| 17                                | Caitlin Mallory / Kristjan Rand         | Estonsko           | 147.39            | 20 | 21 | 16 |
| 18                                | Yu Xiaoyang / Wang Chen                 | Čína               | 142.80            | 17 | 19 | 19 |
| 19                                | Kira Geil / Dmitrij Macjuk              | Rakousko           | 142.49            | 19 | 18 | 18 |
| OD                                | Jana Chochlovová / Sergej Novickij      | Rusko              | 91.98             | 5  | 9  | OD |
| Páry nepostoupily do volných jízd |                                         |                    |                   |    |    |    |
| 21                                | Allison Reed / Otar Japaridze           | Gruzie             | 69.42             | 22 | 22 |    |
| 22                                | Carolina Hermann / Daniel Hermann       | Německo            | 69.17             | 21 | 23 |    |
| 23                                | Christina Chitwood / Mark Hanretty      | Spojené království | 68.97             | 24 | 20 |    |
| 24                                | Katelyn Good / Nikolaj Sorensen         | Dánsko             | 63.55             | 25 | 24 |    |
| 25                                | Danielle O'Brien / Gregory Merriman     | Austrálie          | 59.28             | 26 | 25 |    |
| 26                                | Jenette Maitz / Alper Uçar              | Turecko            | 49.50             | 27 | 26 |    |
| OD                                | Anna Zadorožňjuková / Sergej Verbillo   | Ukrajina           | 31.66             | 12 |    |    |